# Monumento natural de las Grutas de Cristal de Molinos
Las Grutas de Cristal o cueva de las Graderas son unas formaciones geológicas situadas en el término municipal de Molinos, comarca del Maestrazgo, provincia de Teruel, Aragón, España.
Tiene una extensión de 126 ha y su altitud oscila entre los 640 y 1 100 m s. n. m.
Fueron declaradas monumento natural por el Gobierno de Aragón en el Decreto 197/2006, el 19 de septiembre de 2006. Es también LIC y ZEPA.

## Historia
La cueva sirvió como lugar funerario, donde se enterraron dos cuerpos, uno de ellos el más antiguo de Aragón, conocido como el «Hombre de Molinos» datado en 25.000 años.

## Geomorfología
El área de las Grutas de Cristal de Molinos destaca por su complejo sistema kárstico, compuesto por una red de salas y galerías subterráneas muy peculiares por sus formas.
Estas formaciones kársticas subterráneas se conectan con el exterior a través de dos puntos: las Cuevas de las Graderas o Grutas de Cristal y la Cueva de las Baticambras. Como resultado de los depósitos minerales continuos transportados por el agua, se recogen gran variedad de formaciones de precipitados de carbonatos como estalactitas, estalagmitas, columnas geológicas, cortinas, cascadas, etc. También existe una gran profusión de estalactitas excéntricas de crecimiento vertical.

### Composición
Las cuevas están formadas principalmente por partículas de rocas disgregadas, como arenas, margas y calizas —del Cenomaniense, hace entre 99,6 y 93,5 millones de años—, y conglomerados, areniscas y arcillas —del Oligoceno y Mioceno, hace entre 33,8 y 5,3 millones de años—.

## Fauna fósil
Cabe destacar la existencia de una abundante fauna fósil, así como dos enterramientos antrópicos, uno de los cuales corresponde al homínido más antiguo de Aragón. También se han encontrado otros restos óseos de animales de diferentes épocas.
La Cueva de las Baticambras, propuesta por el Gobierno de Aragón como Lugar de Importancia Comunitaria (LIC ES2420145), es relevante por dar cobijo a una importante concentración de murciélagos, con presencia de tres especies: Rhinolophus ferrumequinum —murciélago grande de herradura—, catalogado como especie vulnerable, Rhinolophus euryale —murciélago mediterráneo de herradura— y Rhinolophus hipposidenus —murciélago pequeño de herradura—.

## Monumento natural
Junto con el Puente de Fonseca, las Grutas de Cristal fueron declaradas monumento natural por el Departamento de Medio Ambiente en el Decreto 197/2006 por el Gobierno de Aragón el 19 de septiembre de 2006. Según este decreto, las Grutas de Cristal son «un punto de interés geológico de importancia nacional».
En el Artículo 1 es posible leer:

Artículo 1.—Declaración de los Monumentos Naturales de las Grutas de Cristal de Molinos y del Puente Fonseca.
1.—Por medio del presente Decreto se declaran como Monumentos Naturales, específicos y diferenciados cada uno de ellos, las Grutas de Cristal de Molinos y Puente Fonseca estableciéndose un régimen común a ambos de especial protección conforme a lo dispuesto en la legislación aragonesa de espacios naturales protegidos y atendiendo a la regulación de usos que se fijen en el correspondiente Plan de protección.

## Otras figuras de protección
El monumento natural cuenta además con otras figuras de protección:
- Parque Cultural del Maestrazgo.
- LIC: Cuevas de Baticambras.
- ZEPA: Río Guadalope – Maestrazgo.